# Katie Findlay
Katie Findlay est une actrice canadienne née le 28 août 1990 à Windsor, en Ontario (Canada).
Elle est connue pour avoir joué dans la série télévisée The Killing mais également pour avoir interprété les rôles de Maggie Landers dans The Carrie Diaries et de Rebecca Sutter dans How to Get Away with Murder.

## Biographie
Katie Findlay naît à Windsor en Ontario, au Canada. Sa famille est d'origine portugaise, chinoise, anglaise et écossaise. Elle est ballerine pendant 12 ans jusqu'à ce qu'elle se blesse au dos, ce qui l'empêche de poursuivre. C'est au lycée qu'elle obtient un agent.
Elle apparaît pour la première fois à la télévision en 2010 dans la série de science-fiction Fringe, sur la Fox. En février 2012, elle obtient le rôle de Maggie Landers dans la série pour adolescents The Carrie Diaries, diffusée par The CW. En mars 2014, elle est choisie pour incarner Rebecca Sutter, rôle régulier dans la série judiciaire How to Get Away with Murder d'ABC.

## Filmographie

### Cinéma
- 2011 : Crash Site : Frances Sanders
- 2011 : An Instrument of Justice : la miss
- 2013 : After the Dark : Bonnie
- 2014 : Premature : Gabrielle
- 2019 : Straight Up : Rory

### Télévision

#### Téléfilms
- 2010 : Tangled : Emely
- 2011 : L'Amour face au danger : Frances
- 2014 et 2015 : Frissons d'amour 1 et 2 : Molly Callens
- 2021 : 20 ans à nouveau ! (Love Strikes Twice) de Jeff Beesley : Maggie Turner

#### Séries télévisées
- 2010 : Fringe : Jill Redmond (saison 2, épisode 19)
- 2010 : Psych : Enquêteur malgré lui : Minka (saison 5, épisode 8)
- 2011-2012 : The Killing : Rosie Larsen (saisons 1 et 2, 13 épisodes)
- 2011 : Le Fou de l'hôtel : Maisie MacDonald (saison 1, épisode 4)
- 2011 : Stargate Universe : Ellie (saison 2, épisodes 17 et 18)
- 2012 : Continuum : Lily Jones (saison 1, épisode 5)
- 2013 - 2014 : The Carrie Diaries : Maggie Landers (dans tous les épisodes)
- 2014 - 2015 : How to Get Away with Murder : Rebecca Sutter (17 épisodes)
- 2016 : The Magicians : Eve (saison 1, 2 épisodes)
- 2017 : Man Seeking Woman : Lucy (saison 3)
- 2017 : Lost Generation : Cooper
- 2019 : Nancy Drew : Lisbeth (saison 1, 2 épisodes)
- 2019 : The Twilight Zone : La Quatrième Dimension : Tammy Crosby (saison 1, épisode 2)
- 2022 : Walker: Independence : Kate Carver